# Hermann Gollancz
Sir Hermann Gollancz (geboren am 30. November 1852 in Bremen; gestorben am 15. Oktober 1930 in London) war Rabbiner in Großbritannien und Hebraist. Als erster Rabbiner wurde er 1923 als Knight Bachelor in den Ritterstand erhoben.
Gollancz wurde als Sohn des Rabbiners Samuel Marcus Gollancz (1820–1900) und dessen Ehefrau Johanna Koppell geboren. Er studierte am University College London. Da es zu der Zeit keine rabbinische Ausbildung in England gab, ging er nach Galizien und wurde dort 1897 ordiniert. Er war von 1892 bis 1923 Rabbiner der Bayswater-Synagoge und von 1902 bis 1924 Professor für Hebräische Sprache am University College in London.
1921 veröffentlichte er eine Übersetzung von Immanuel ha-Romis „Tophhet we-Eden“.
Er ist der ältere Bruder von Sir Israel Gollancz und der Onkel von Victor Gollancz.